# Sport-Gemeinschaft Union Solingen 97
Lo Sport-Gemeinschaft Union Solingen 97 è stata una squadra di calcio tedesca con sede a Solingen, città della Renania Settentrionale-Vestfalia. Giocava le partite casalinghe nello Stadion am Hermann-Löns-Weg.

## Storia
Lo Sport-Gemeinschaft Union Solingen 97 viene fondato nel 1949, in seguito alla fusione di tre club; tra questi figura il VfR Ohligs, che nella stagione 1940-1941 aveva militato nella Gauliga Niederrhein.
La nuova squadra rimane nelle divisioni inferiori fino al 1973, anno in cui viene promossa in uno dei gironi dell'allora seconda serie, la Regionalliga West; viene però subito retrocessa.
Il Solingen torna dopo un solo anno al secondo livello, che si è però evoluto nel frattempo nella Zweite Bundesliga. Qui ottiene raramente piazzamenti nella parte alta della classifica, e il miglior risultato, un quinto posto, lo consegue nella stagione 1983-1984.
La squadra retrocede nel 1989, dopo quattordici stagioni consecutive di militanza in Zweite Bundesliga. Nel 1990, dopo una stagione passata in terza divisione, viene poi rifondato.